# Wilhelm Dressel
Wilhelm Dressel (* 5. Dezember 1899 in Hamburg; † 4. April 1986) war ein deutscher Lehrer und Oberschulrat in Hamburg.

## Leben
Wilhelm Dressel trat 1920 in den Schuldienst Hamburgs ein. 1935 wurde er Schulleiter und 1942 zum Rektor ernannt. 1943 wurde er Hauptschulrektor. 1945 wurde er zum Schulrat befördert. Ebenfalls seit 1945 war er Baudezernent der Hamburger Schulbehörde und für den Wiederaufbau des Schulwesens verantwortlich. 1952 wurde er in dieser Funktion zum Oberschulrat ernannt. 1967 ging Dressel in den Ruhestand. Für seine Verdienste um den Wiederaufbau des Hamburger Schulwesens nach Ende des Zweiten Weltkriegs wurde er mit der Bürgermeister-Stolten-Medaille ausgezeichnet.
Wilhelm Dressel ruht auf dem Friedhof Volksdorf (Grablage Fa 62).

## Schriften
- Schulbau in Hamburg 1961, herausgegeben zusammen mit Paul Seitz. Verlag der Werkberichte Buekschmitt, Hamburg 1961, PPN 178899526.
- Schulraumnot und Schulbau : ein internationales Problem. In: International Review of Education, ISSN 0020-8566, II. Jahrgang, Nr. 3 (1956), S. 335–344.
- Hamburger Schulbauten 1949–1951, zusammen mit Hans M. Antz. In: Nordwestdeutsche Bauzeitung, ZDB-ID 840240-1, 1. Januar 1951.